# Champagné-Saint-Hilaire
Champagné-Saint-Hilaire is een gemeente in het Franse departement Vienne (regio Nouvelle-Aquitaine) en telt 906 inwoners (2004). De plaats maakt deel uit van het arrondissement Montmorillon.

## Geografie
De oppervlakte van Champagné-Saint-Hilaire bedraagt 47,5 km², de bevolkingsdichtheid is 19,1 inwoners per km².
De onderstaande kaart toont de ligging van Champagné-Saint-Hilaire met de belangrijkste infrastructuur en aangrenzende gemeenten.

## Demografie
Onderstaande figuur toont het verloop van het inwonertal (bron: INSEE-tellingen).

## Afbeeldingen

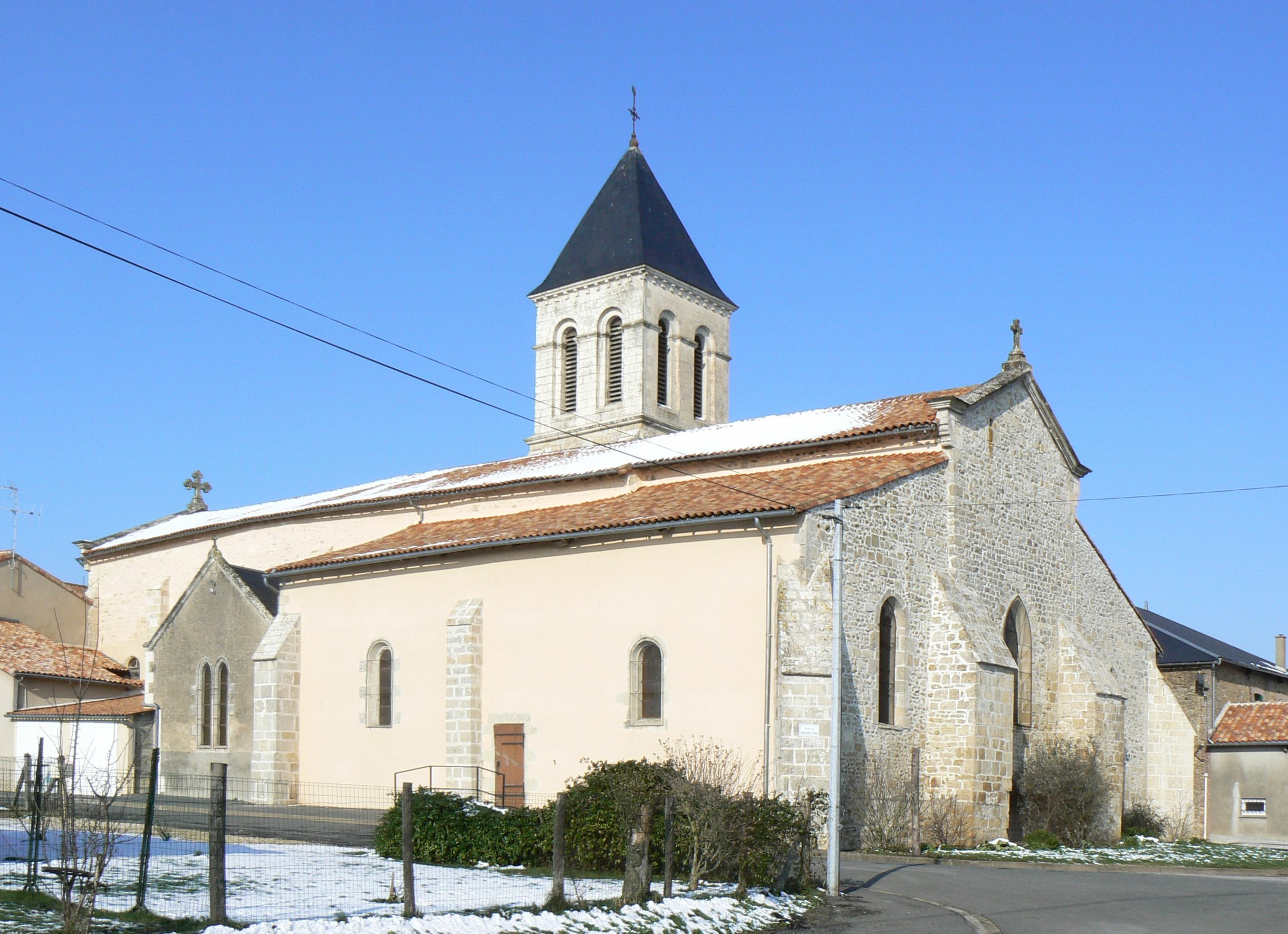
Église Saint-Gervais-et-Saint-Protais
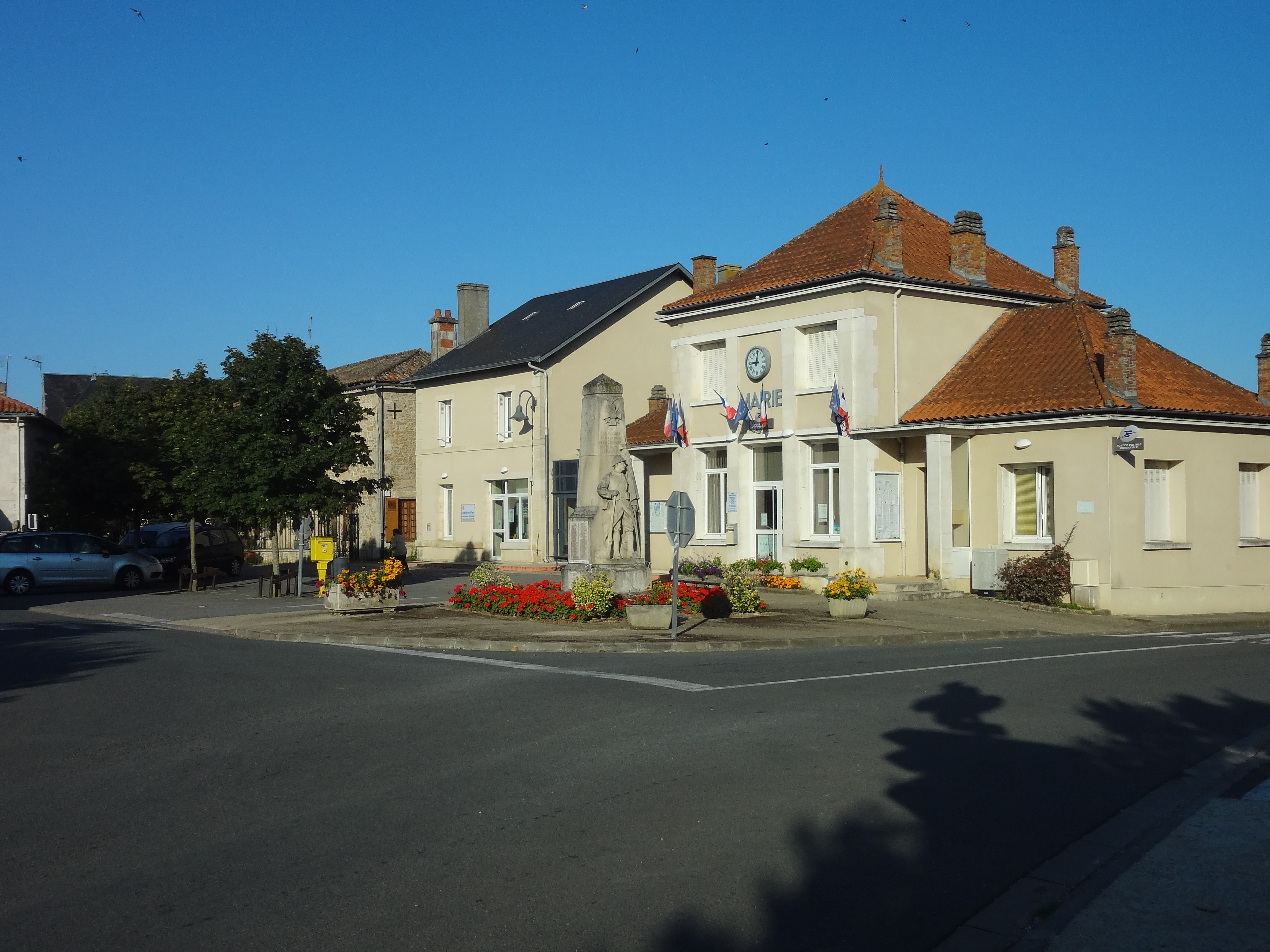
Centrum met gemeentehuis
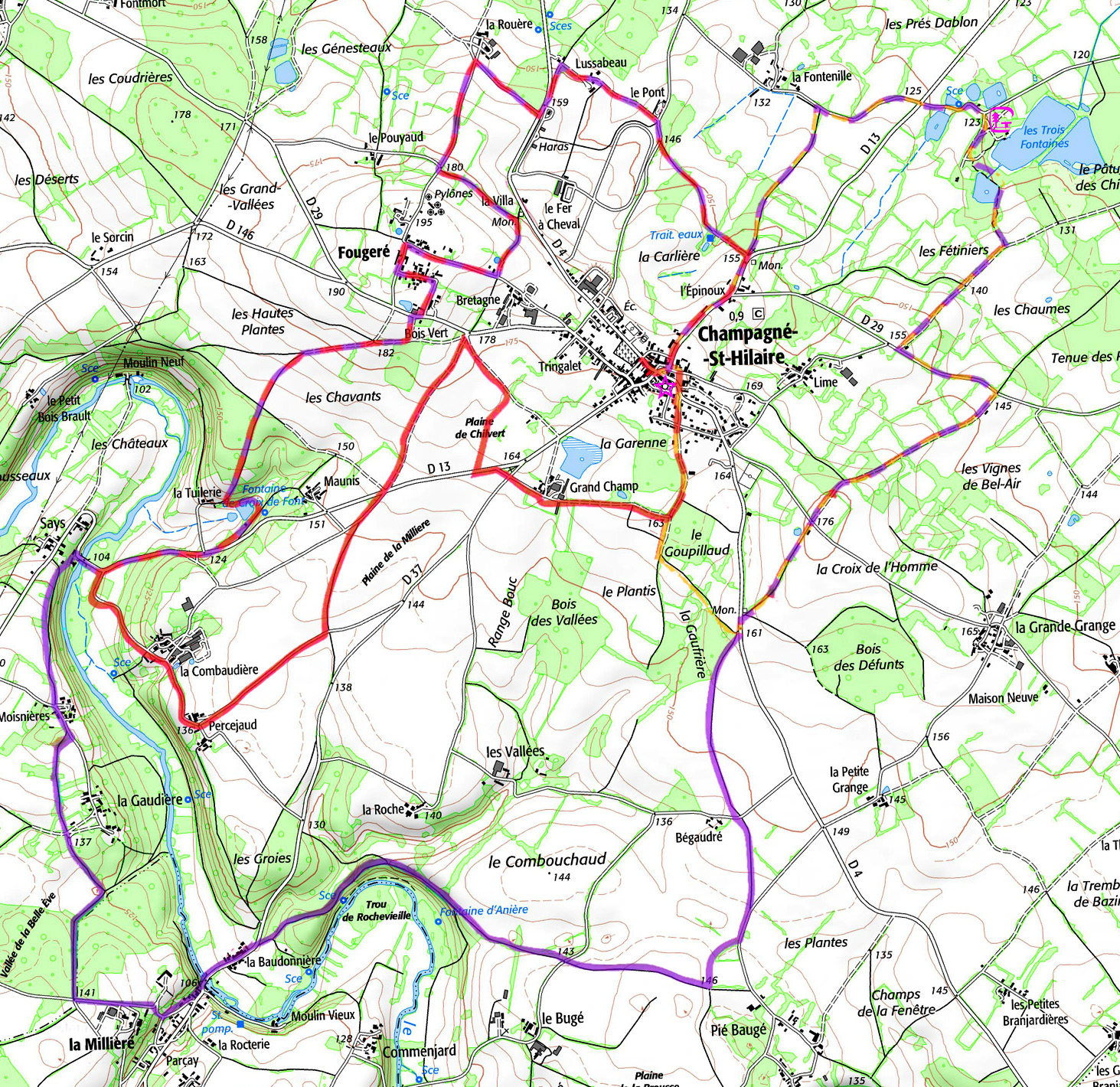
Wandelroutes rond Champagné-Saint-Hilaire